# مريجان (تشلاو)
مریجان (بالفارسية: مریجان) هي قرية تقع في إيران في مازندران. يقدر عدد سكانها بـ 28 نسمة .